# 안토니아 제거스

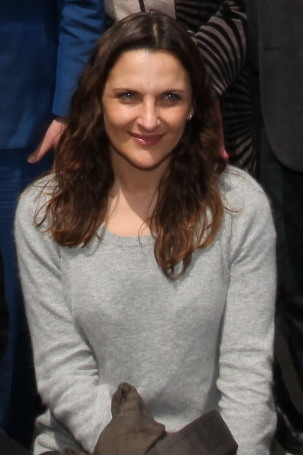

안토니아 제거스(Antonia Zegers, 1972년 7월 29일 ~ )는 칠레의 배우이다.
산티아고에서 태어났다.

## 영화
- 죽기에는 어려 (2018년) - 엘레나 역
- 로스 페로스 (2017년)
- 유 윌 네버 비 얼론 (2016년)
- 네루다 (2016년)
- 메모리 오브 워터 (2015년)
- 더 클럽 (2015년)
- 오로라 (2014년)
- 노 (2012년)
- 더 라이프 오브 피쉬 (2010년) - 마리아나 역
- 포스트 모템 (2010년) - 낸시 푸엘마 역